# 八千代市立中央図書館
TRC八千代市立中央図書館は（ティーアールシー やちよしりつちゅうおうとしょかん）は、八千代市に所在する八千代広域公園の中にある公立図書館である。管理運営は図書館流通センターが行っている。

## 概要
中央図書館には市民ギャラリーや軽食が売っている飲食店が併設されている。
西には新川（印旛沼水路）が流れている
最寄り駅は村上駅。
広域公園の中には総合グラウンドがあり広域公園外には総合体育館がある。
公式キャラクターにホンペンが存在する。

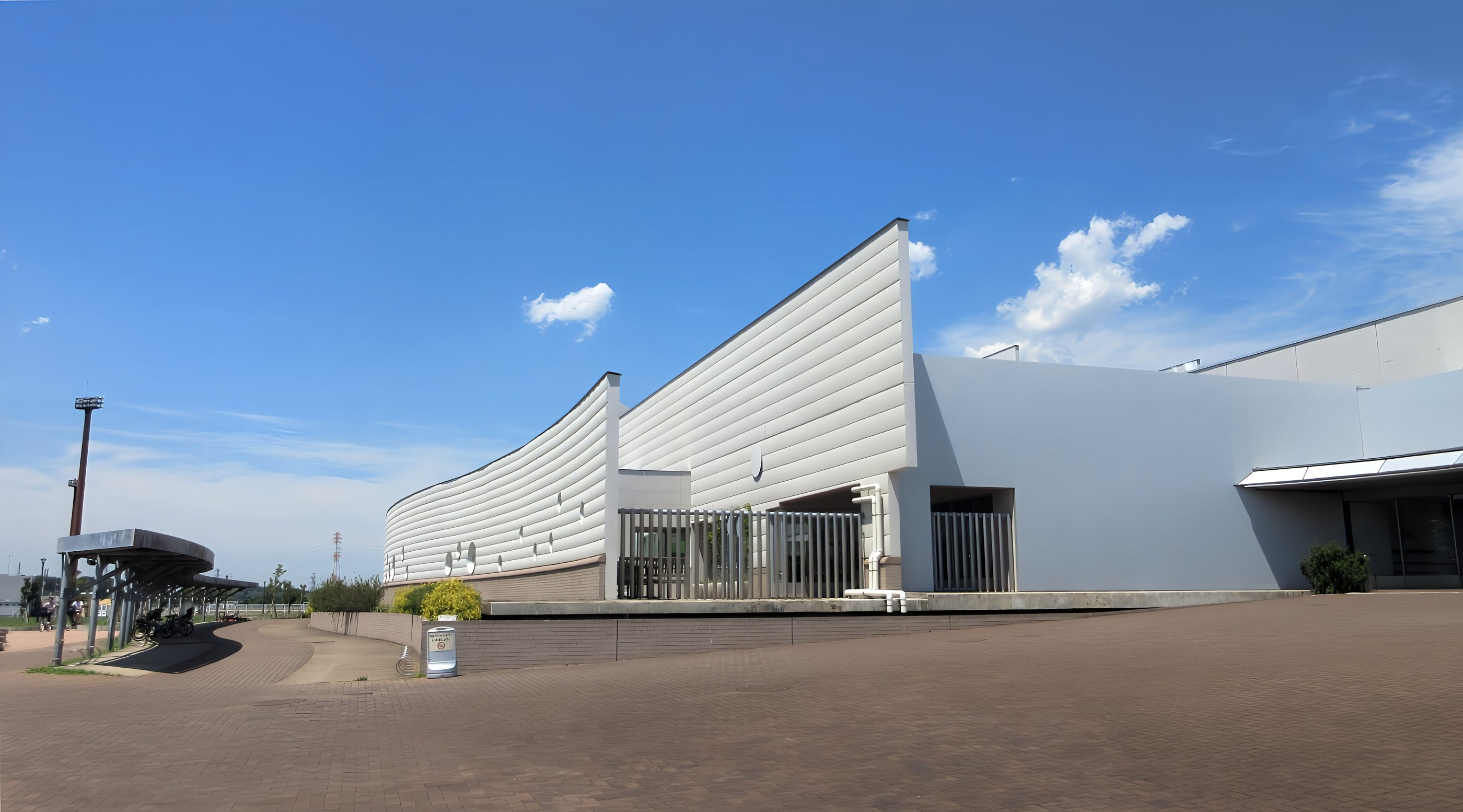
特徴的な図書館の外壁
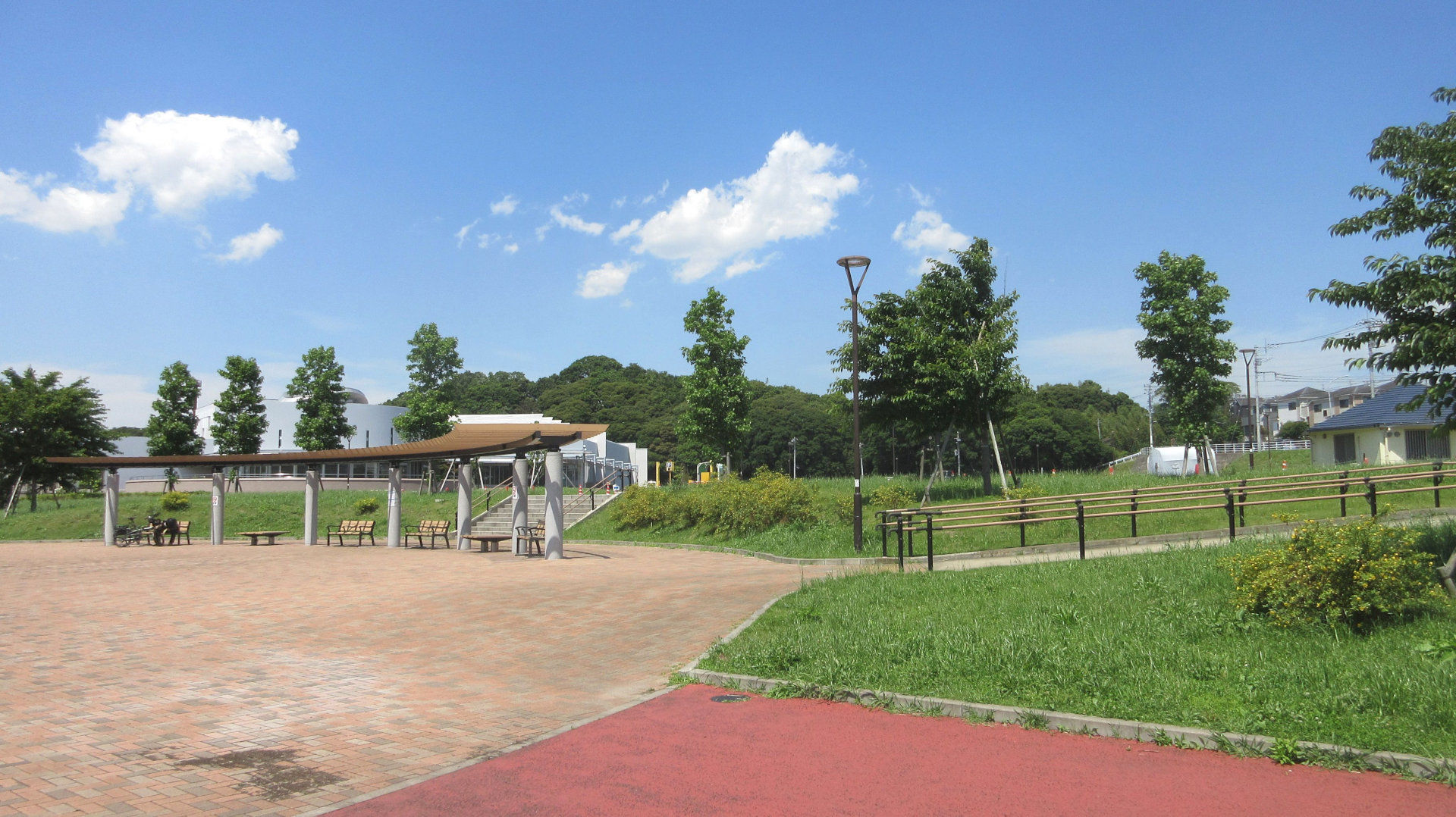
県立八千代広域公園の施設でもある

## 歴史
八千代市中央図書館等整備計画によって設立。

## 設備
- 座席数は350席（学習室にある座席は80席）
- 本の印刷（有料）
- Free Wi-Fiが設置されている
- 二階には学習室があり、一階にはグループ学習室がある
- 市民が利用できる施設
- ネット1人1時間程度
- 個室（WiFiなし）

## イベント
イベントは主に市民ギャラリーで行われることが多く工作や絵を書くなどのイベントは定期的に行われている。
また市民ギャラリーに絵画を展示するイベントも行われている。
また図書館では子供向けのお話の会という読み聞かせが行われている。